# Rudyard (Michigan)
Pour les articles homonymes, voir Rudyard.
Rudyard est un canton civil du comté de Chippewa, dans le Michigan aux États-Unis. 
Lors du recensement de 2020, sa population était de 1 289 habitants. En 2023, le canton de Rudyard a été désigné « Capitale du harfang des neiges du Michigan »,. 

## Géographie
Le canton de Rudyard se trouve dans le centre-sud du comté de Chippewa, sur la péninsule supérieure du Michigan. Il est bordé au sud par le comté de Mackinac. L'Interstate 75 traverse le canton et permet d'accéder au village de Rudyard par la sortie 373. De cette sortie, l'I-75 mène vers le nord sur 35 km jusqu'à Sault Sainte-Marie et vers le sud sur 47 km jusqu'à Saint-Ignace, sur le détroit de Mackinac.
Selon le Bureau du recensement des États-Unis, le canton a une superficie totale de 233,2 km2, dont 232,2 km2 sont des terres et 1,1 km2, soit 0,46 %, sont de l'eau. 

## Histoire
Rudyard est une communauté non constituée en municipalité située sur la M-48, près de l'I-75. Elle s'appelait à l'origine « Pine River ». Cependant, comme une autre ville du Michigan portait déjà ce nom, elle a été rebaptisée Rudyard en 1890. Ce nom fut suggéré par Frederick Douglas Underwood, un cadre de la Soo Line Railroad, en raison de sa grande admiration pour Rudyard Kipling. 

## Personnalités
- Bernice Steadman (1925-2015), aviatrice et membre du Mercury 13, y est née.
- John Petersen (1942-2007), batteur de The Beau Brummels et Harpers Bizarre (en), y est né.